# Bărăbanț
Bărăbanț (Hongaars: Borbánd; Duits: Weindorf) is een Roemeens dorp in de gemeente Alba Iulia met 2521 inwoners.
Van de bewoners behoort het overgrote deel van de bevolking tot de etnische Roemenen, verder leven er 77 Roma en 28 Hongaren. In 2011 waren er ruim 220 personen die geen etniciteit aangaven in de volkstelling.
Het dorp is hoogstwaarschijnlijk gesticht door Franstalige Brabanders die hun dorp noemden naar hun geboorteprovincie in het hedendaagse België.
Bijzonder is dat hoewel de meeste inwoners zich nu etnisch Roemeen verklaren er nog circa 300 personen lid zijn van de Rooms Katholieke kerk en niet behoren tot de voor Roemenen gangbare Roemeens Orthodoxe kerk. Het is mogelijk dat deze personen afstammen van Hongaarse of Duitse families.

## Bevolkingssamenstelling
In de geschiedenis van het dorp is de laatste 170 jaar veel veranderd, de Hongaarse minderheid is bijna gedecimeerd.
- 1850 - 749 inwoners, 460 Roemenen en 254 Hongaren
- 1920 - 1224 inwoners, 779 Roemenen en 434 Hongaren
- 1941 - 1543 inwoners, 1099 Roemenen en 322 Hongaren
- 1977 - 2159 inwoners, 2095 Roemenen en 45 Hongaren
- 2002 - 2372 inwoners, 2125 Roemenen en 47 Hongaren

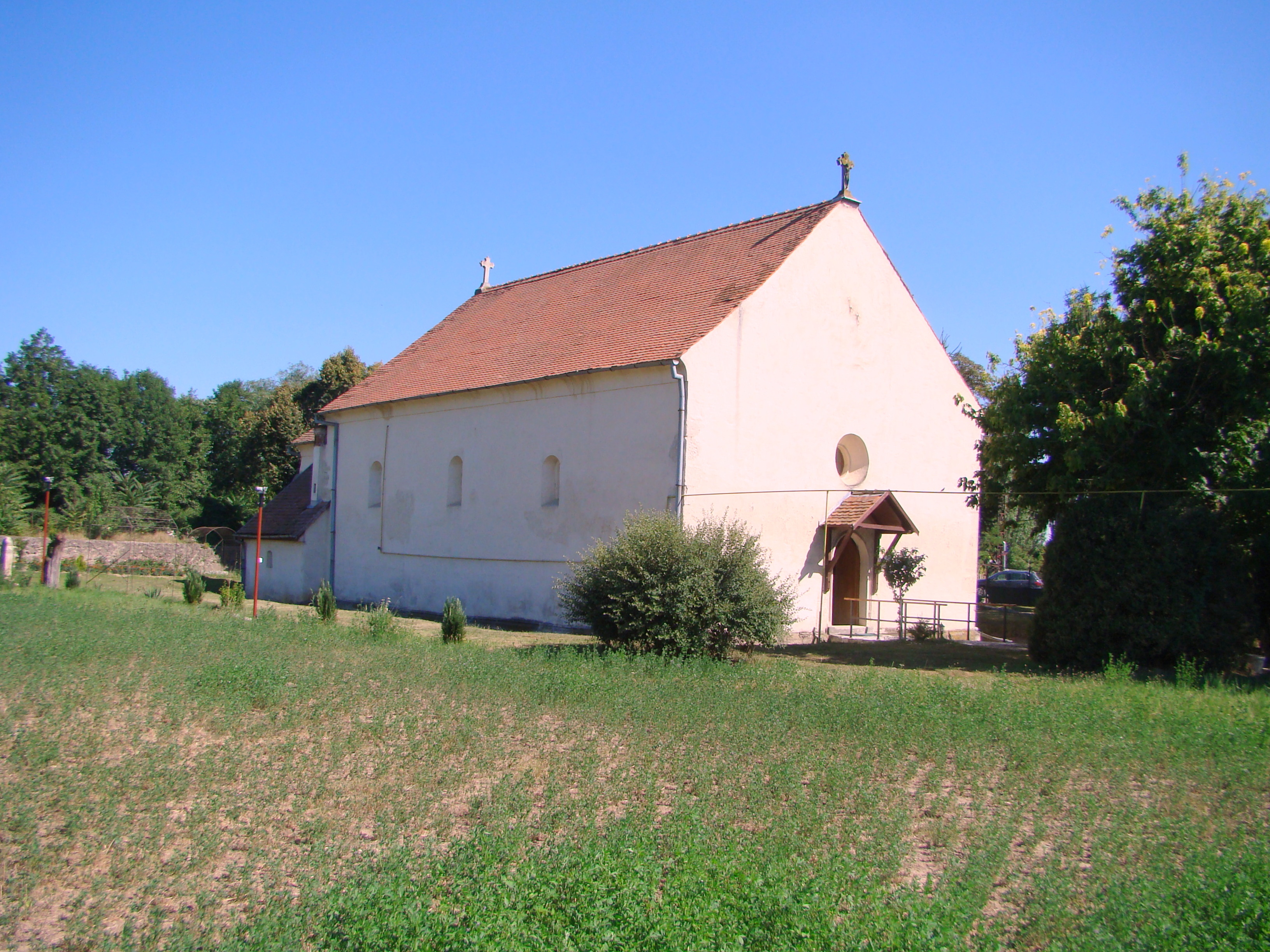
Rooms Katholieke kerk